# Baptiste Serin

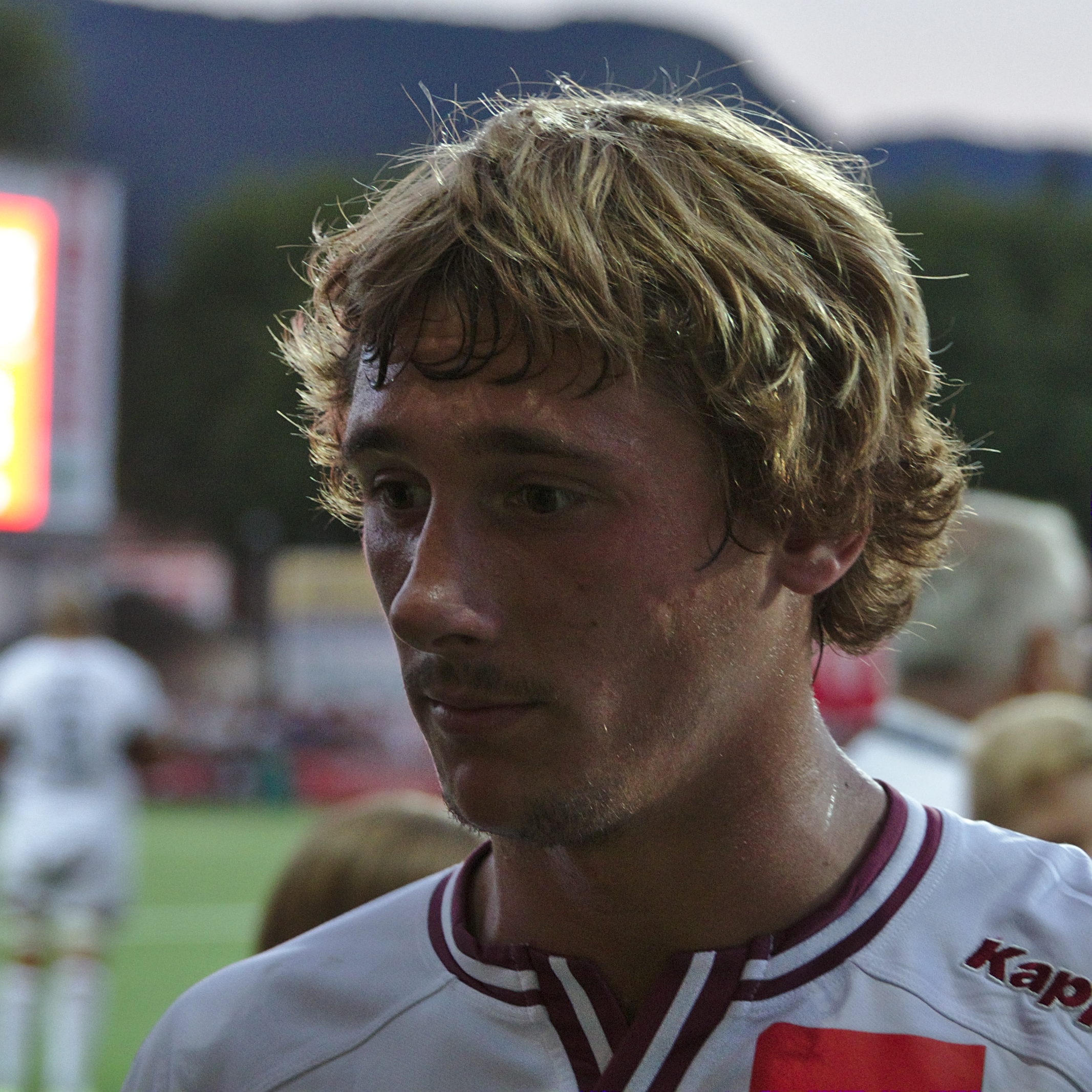

Baptiste Serin (Declare-a-de-Buch, 20 de junho de 1994) é um jogador francês de rugby que se desempenha como médio scrum e joga no RC Toulon do Top 14 desde 2019, depois de ter representado o Union Bordeaux Bègles a partir de 2012. É internacional com Les Bleus desde 2016.

## Seleção nacional
Representou a Seleção Francesa de Rugby sub-20 em 2013 e 2014, competindo no Campeonato Mundial de França 2013 onde os locais finalizaram sextos e em Nova Zelândia 2014 repetindo a posição.
Guy Novès seleccionou-o para a seleção sénior de Les Bleus para participar dos test match de metade de ano 2016 onde se estreou na derrota frente aos Pumas. Serin foi titular. Foi convocado para o Torneio das Seis Nações 2017 onde seria titular indiscutível em todas as partidas. 
Tem sido esporadicamente convocado para a Seleção Gaulesa desde então tendo participado pela última vez num Torneio das Seis Nações em 2021. Tem 46 Internacionalizações e 108 pontos. 

## Palmarés
- Campeão do Seis Nações M20 de 2014.